# Бариколь
Барико́ль (каз. Барыкөл) — село у складі Аккайинського району Північноказахстанської області Казахстану. Входить до складу Кіялинського сільського округу.
Населення — 53 особи (2021; 131 у 2009, 242 у 1999, 266 у 1989).
Національний склад станом на 1989 рік:
- росіяни — 53 %
- українці — 21 %.